# 全国地域サッカーチャンピオンズリーグ2017
全国地域サッカーチャンピオンズリーグ2017（ぜんこくちいきサッカーチャンピオンズリーグ2017）は、2017年11月10日から11月26日まで、栃木県、兵庫県、鹿児島県及び千葉県で開催された41回目の全国地域サッカーチャンピオンズリーグである。

## 概要
2017年8月1日に全国社会人サッカー連盟から大会要項が発表された。基本的な大会のレギュレーションは前年までと同じだが、1試合における選手交代枠が3人から5人に変更されている。
1次ラウンドのうち、関西サッカーリーグの開催エリアである兵庫県で行われるBグループは、FRESH!の関西サッカーリーグ公式チャンネル「KSLTV」で全試合の配信が行われる。
決勝ラウンドは、ドーム社が運営する動画配信サイト「有明放送局」で全試合の配信が行われる。

## 会場
1次ラウンド
| 組 | 試合会場名                            | 所在地           | 画像 |
| -- | ------------------------------------- | ---------------- | ---- |
| A  | 栃木県グリーンスタジアム              | 栃木県宇都宮市   |      |
| B  | 五色台運動公園メイングラウンド        | 兵庫県洲本市     |      |
| C  | 鹿児島県立サッカー・ラグビー場Aコート | 鹿児島県鹿児島市 |      |

決勝ラウンド
| 試合会場名                   | 所在地       | 画像 |
| ---------------------------- | ------------ | ---- |
| ゼットエーオリプリスタジアム | 千葉県市原市 |      |

## 出場チーム
1. 2017年度各地域リーグ優勝チーム (9チーム)
  - 北海道：十勝FC
  - 東北1部：コバルトーレ女川
  - 関東1部：VONDS市原FC
  - 北信越1部：サウルコス福井
  - 東海1部：鈴鹿アンリミテッドFC
  - 関西1部：アミティエSC京都
  - 中国：三菱自動車水島FC
  - 四国：高知ユナイテッドSC
  - 九州：テゲバジャーロ宮崎
2. 第53回全国社会人サッカー選手権大会出場チームより最大3チーム（ベスト4以上かつ地域リーグ優勝により出場権を得ていない上位3チーム）
  - 2位：松江シティFC（中国2位）
  - 4位：FC TIAMO 枚方（関西1部2位）
    - 1位：鈴鹿アンリミテッドFC（東海1部1位）・3位：VONDS市原FC（関東1部1位）は出場権獲得済み。
3. 1.および2.の条件で12チームに満たない場合は各地域リーグで2位となったJリーグ百年構想クラブを補充する（複数存在する場合はJリーグ百年構想クラブに承認された順序が早いクラブを優先する。また、この要件での出場権獲得は各クラブ1回限りとする）。
  - 該当無し（2017年度時点で地域リーグ以下に所属する百年構想クラブはtonan前橋（関東2部）しかいないため）。
4. 1.から3.の条件で12チームに満たない場合は「2010年6月末の全国社会人サッカー連盟加盟登録チームの多い順番（関東→関西→九州→東海→北海道→中国→北信越→東北→四国）」で巡回し輪番により補充する（2017年度は東海→北海道→中国の順）。
  - 東海1部2位：FC刈谷[4]

JFL事務局は、11月6日付のニュースリリース で、参加12チームのうち十勝FCと三菱自動車水島FC以外の10チームがJFLへ入会希望書類を提出していることを公表。これを受けて、JFLへの昇格については「十勝FCと三菱水島FCが地域CLの上位2チームに入った場合は原則として地域CL3位以下からの繰り上げを行わない（＝JFLからの自動降格枠が減る）」「JFL参加チームが16チームに満たない場合（J3参入などによりJFLを退会するチームが現れる場合）は3位以下のチームからの繰り上げを考慮する」ことを示している。

## 試合方式
- 1次ラウンドは出場12チームを4チームずつ3グループに分け、1回戦総当たりリーグ戦を戦う。各グループ1位の3チームと、各グループ2位のうち成績最上位チームの計4チームが決勝ラウンドに進出する。決勝ラウンドも4チームが1回戦総当たりリーグ戦を戦う。
  - グループ分けについては前年とほぼ同様で、以下の方法で行われた[6]。
    1. 各地域リーグ優勝チームのうち1次ラウンド会場を含む地域である3チーム（栃木グ：V市原、五色台：A京都、鹿児島：T宮崎。便宜上「第1グループ」と表現する）、これ以外の各地域リーグ優勝チーム6チーム（同「第2グループ」）、全社上位ならびに輪番枠で出場する3チーム（松江、枚方、刈谷。同「第3グループ」）を振り分ける。これにより、「第1グループ」と「第3グループ」の各チームは同一のグループにならないことがあらかじめ決まっている。
    2. グループ名（A・B・C）を記したボールを1つずつ入れた「ポット1」「ポット3」と2つずつ入れた「ポット2」、グループごとのポジション番号（1 - 4）を記したボールを入れた3種類の「ポットA・B・C」、1から4の番号の書かれた「抽選箱」を用意する。
    3. まず「抽選箱」を3回抽選し、グループごとの決勝トーナメントのポジションを決定する。残ったポジションはワイルドカード（1次ラウンド2位最上位）の枠となる。
    4. 次に、第1グループの3チームが「ポット1」を抽選し、これに対応した「ポットA・B・C」を抽選して、1次ラウンド会場とグループを紐付けると共に、各チームのポジションを決定する。
    5. 続いて、第2グループの6チームが「ポット2」と、これに対応した「ポットA・B・C」を抽選して、各チームのポジションを決定する。
    6. 最後に、第3グループの3チームが「ポット3」を抽選し、各チームのポジションを決定する。この場合、同一地域リーグのチームと同じグループになる可能性については考慮されない。
- 1次ラウンド・決勝ラウンドとも、試合ごとに勝ち点（90分での勝利=3、PK戦勝利=2、PK戦敗戦=1、90分での敗戦=0）を与え、3試合での累計勝ち点により順位を決定する。同勝ち点の場合は得失点差→総得点数→当該チーム間の対戦成績（各グループ2位の最上位を決める場合には比較対象としない）→PK戦における得失点差（PK戦の回数が異なる場合は比較対象としない）→反則ポイントで優劣を定め、それでも差がつかない場合は抽選とする。

## 試合スケジュール
組み合わせ抽選会は10月22日に行われた。

### 1次ラウンド

#### Aグループ
| 番 | チーム               | 点 | 試 | 勝 | P勝 | P敗 | 敗 | 得 | 失 | 差 |
| -- | -------------------- | -- | -- | -- | --- | --- | -- | -- | -- | -- |
| A2 | VONDS市原FC          | 9  | 3  | 3  | 0   | 0   | 0  | 4  | 1  | +3 |
| A3 | サウルコス福井       | 5  | 3  | 1  | 1   | 0   | 1  | 3  | 3  | 0  |
| A4 | 鈴鹿アンリミテッドFC | 3  | 3  | 1  | 0   | 0   | 2  | 2  | 3  | -1 |
| A1 | 松江シティFC         | 1  | 3  | 0  | 0   | 1   | 2  | 2  | 4  | -2 |

| #1 | 2017年11月10日 10:45 |

| 松江シティFC    | 1 - 2          | VONDS市原FC              |
| 金村賢志郎 82分 | 公式記録 (PDF) | 峯勇斗 6分 · 二瓶翼 60分 |

| 栃木県グリーンスタジアム 観客数: 249人 主審: 阿部将茂 |

| #2 | 2017年11月10日 13:30 |

| サウルコス福井                | 2 - 1          | 鈴鹿アンリミテッドFC |
| 松尾篤 20分 · 御宿貴之 90+2分 | 公式記録 (PDF) | 江頭一輝 61分        |

| 栃木県グリーンスタジアム 観客数: 328人 主審: 鈴木渓 |

| #7 | 2017年11月11日 10:45 |

| 松江シティFC                               | 1 - 1          | サウルコス福井                  |
| 金村賢志郎 43分 (PK)                       | 公式記録 (PDF) | 松尾篤 73分                     |
|                                            | PK戦           |                                 |
| 西村光司 長谷川翔平 長谷優 桑田大幹 筒井俊 | 3 - 4          | 松尾篤 木村魁人 吉田旭陽 松本翔 |

| 栃木県グリーンスタジアム 観客数: 381人 主審: 船橋昭次 |

| #8 | 2017年11月11日 13:30 |

| VONDS市原FC       | 1 - 0          | 鈴鹿アンリミテッドFC |
| レナチーニョ 63分 | 公式記録 (PDF) |                      |

| 栃木県グリーンスタジアム 観客数: 454人 主審: 宇治原拓也 |

| #13 | 2017年11月12日 10:45 |

| 松江シティFC | 0 - 1          | 鈴鹿アンリミテッドFC |
|              | 公式記録 (PDF) | 小西洋平 18分        |

| 栃木県グリーンスタジアム 観客数: 256人 主審: 阿部将茂 |

| #14 | 2017年11月12日 13:30 |

| VONDS市原FC   | 1 - 0          | サウルコス福井 |
| 藤本修司 77分 | 公式記録 (PDF) |                |

| 栃木県グリーンスタジアム 観客数: 412人 主審: 鈴木渓 |

#### Bグループ
| 番 | チーム             | 点 | 試 | 勝 | P勝 | P敗 | 敗 | 得 | 失 | 差 |
| -- | ------------------ | -- | -- | -- | --- | --- | -- | -- | -- | -- |
| B3 | アミティエSC京都   | 8  | 3  | 2  | 1   | 0   | 0  | 6  | 3  | +3 |
| B4 | 高知ユナイテッドSC | 6  | 3  | 2  | 0   | 0   | 1  | 7  | 4  | +3 |
| B2 | FC TIAMO 枚方      | 4  | 3  | 1  | 0   | 1   | 1  | 5  | 4  | +1 |
| B1 | 三菱自動車水島FC   | 0  | 3  | 0  | 0   | 0   | 3  | 3  | 10 | -7 |

| #3 | 2017年11月10日 10:45 |

| 三菱自動車水島FC | 0 - 2          | FC TIAMO 枚方                 |
|                  | 公式記録 (PDF) | 金泉万里 37分 · 山浦大和 84分 |

| 五色台運動公園メイングラウンド 観客数: 103人 主審: 国吉真樹 |

| #4 | 2017年11月10日 13:30 |

| アミティエSC京都 | 1 - 0          | 高知ユナイテッドSC |
| 吉岡拓郎 82分    | 公式記録 (PDF) |                    |

| 五色台運動公園メイングラウンド 観客数: 148人 主審: 野堀桂佑 |

| #9 | 2017年11月11日 10:45 |

| 三菱自動車水島FC | 1 - 3          | アミティエSC京都                    |
| 宮澤龍二 34分    | 公式記録 (PDF) | 脇裕基 20分, 80分 · 井ノ内拓也 77分 |

| 五色台運動公園メイングラウンド 観客数: 160人 主審: 藤田優 |

| #10 | 2017年11月11日 13:30 |

| FC TIAMO 枚方 | 1 - 2          | 高知ユナイテッドSC            |
| 豊田亮磨 85分 | 公式記録 (PDF) | 菅原康太 55分 · 中林一樹 71分 |

| 五色台運動公園メイングラウンド 観客数: 223人 主審: 植松健太朗 |

| #15 | 2017年11月12日 10:45 |

| 三菱自動車水島FC              | 2 - 5          | 高知ユナイテッドSC                                     |
| 宮澤龍二 80分 · 高瀬翔太 82分 | 公式記録 (PDF) | 加藤禅 3分, 90+2分 · 横竹翔 73分 · 前原大樹 75分, 90分 |

| 五色台運動公園メイングラウンド 観客数: 229人 主審: 藤田優 |

| #16 | 2017年11月12日 13:30 |

| FC TIAMO 枚方                       | 2 - 2          | アミティエSC京都                             |
| 木田直樹 43分 · 岡田武瑠 85分       | 公式記録 (PDF) | 守屋鷹人 59分 · 吉岡拓郎 89分                |
|                                     | PK戦           |                                              |
| 加藤博人 木田直樹 藤代健太 岡田武瑠 | 3 - 5          | 吉岡拓郎 内田錬平 本屋敷衛 篠原嗣昌 高橋康平 |

| 五色台運動公園メイングラウンド 観客数: 220人 主審: 野堀桂佑 |

#### Cグループ
| 番 | チーム             | 点 | 試 | 勝 | P勝 | P敗 | 敗 | 得 | 失 | 差  |
| -- | ------------------ | -- | -- | -- | --- | --- | -- | -- | -- | --- |
| C3 | テゲバジャーロ宮崎 | 9  | 3  | 3  | 0   | 0   | 0  | 9  | 3  | +6  |
| C1 | コバルトーレ女川   | 6  | 3  | 2  | 0   | 0   | 1  | 11 | 3  | +8  |
| C2 | FC刈谷             | 3  | 3  | 1  | 0   | 0   | 2  | 8  | 6  | +2  |
| C4 | 十勝FC             | 0  | 3  | 0  | 0   | 0   | 3  | 3  | 19 | -16 |

| #5 | 2017年11月10日 10:45 |

| コバルトーレ女川        | 2 - 0          | FC刈谷 |
| 吉田圭 21分 · 57分 (OG) | 公式記録 (PDF) |        |

| 鹿児島県立サッカー・ラグビー場Aコート 観客数: 100人 主審: 津野洋平 |

| #6 | 2017年11月10日 13:30 |

| テゲバジャーロ宮崎                                            | 4 - 1          | 十勝FC          |
| 石川智也 21分 · 小林拓弥 69分 · 藤岡浩介 77分 · 水島有斗 90分 | 公式記録 (PDF) | 山下亮介 45+9分 |

| 鹿児島県立サッカー・ラグビー場Aコート 観客数: 150人 主審: 赤阪修 |

| #11 | 2017年11月11日 10:45 |

| コバルトーレ女川 | 1 - 2          | テゲバジャーロ宮崎            |
| 木戸優次 41分    | 公式記録 (PDF) | 小林拓弥 80分 · 山口愛騎 84分 |

| 鹿児島県立サッカー・ラグビー場Aコート 観客数: 200人 主審: 酒井達矢 |

| #12 | 2017年11月11日 13:30 |

| FC刈谷                                                                                | 7 - 1          | 十勝FC        |
| 黒田拓真 10分, 29分 · 神田傑 14分, 70分 · 内田悟 47分 · 中野裕太 65分 · 原田昂輝 84分 | 公式記録 (PDF) | 田中基樹 39分 |

| 鹿児島県立サッカー・ラグビー場Aコート 観客数: 60人 主審: 加藤正和 |

| #17 | 2017年11月12日 10:45 |

| コバルトーレ女川                                                                                          | 8 - 1          | 十勝FC        |
| 宮坂瑠 10分 · 髙橋晃司 38分 · 野口龍也 39分, 48分, 76分 · 黒田涼太 71分 · 畑中秀斗 82分 · 成田星矢 90+3分 | 公式記録 (PDF) | 田中康平 83分 |

| 鹿児島県立サッカー・ラグビー場Aコート 観客数: 50人 主審: 赤阪修 |

| #18 | 2017年11月12日 13:30 |

| FC刈谷             | 1 - 3          | テゲバジャーロ宮崎                              |
| 中野裕太 71分 (PK) | 公式記録 (PDF) | 石川智也 56分 · 井福晃紀 85分 · 小林拓弥 90+4分 |

| 鹿児島県立サッカー・ラグビー場Aコート 観客数: 300人 主審: 加藤正和 |

#### 各グループ2位
| 組 | チーム             | 点 | 試 | 勝 | P勝 | P敗 | 敗 | 得 | 失 | 差 |
| -- | ------------------ | -- | -- | -- | --- | --- | -- | -- | -- | -- |
| C  | コバルトーレ女川   | 6  | 3  | 2  | 0   | 0   | 1  | 11 | 3  | +8 |
| B  | 高知ユナイテッドSC | 6  | 3  | 2  | 0   | 0   | 1  | 7  | 4  | +3 |
| A  | サウルコス福井     | 5  | 3  | 1  | 1   | 0   | 1  | 3  | 3  | 0  |

### 決勝ラウンド
| 番 | 位   | チーム             | 点 | 試 | 勝 | P勝 | P敗 | 敗 | 得 | 失 | 差 |
| -- | ---- | ------------------ | -- | -- | -- | --- | --- | -- | -- | -- | -- |
| F1 | WC   | コバルトーレ女川   | 7  | 3  | 1  | 2   | 0   | 0  | 4  | 3  | +1 |
| F2 | C1位 | テゲバジャーロ宮崎 | 6  | 3  | 1  | 1   | 1   | 0  | 5  | 4  | +1 |
| F3 | A1位 | VONDS市原FC        | 3  | 3  | 0  | 0   | 3   | 0  | 2  | 2  | 0  |
| F4 | B1位 | アミティエSC京都   | 2  | 3  | 0  | 1   | 0   | 2  | 1  | 3  | -2 |

| #19 | 2017年11月24日 10:45 |

| コバルトーレ女川                       | 2 - 2          | テゲバジャーロ宮崎                           |
| 池田幸樹 33分 · 成田星矢 87分          | 公式記録 (PDF) | 髙地系治 52分 · 小林拓弥 79分                |
|                                        | PK戦           |                                              |
| 黒田涼太 宮坂瑠 木内瑛 嶺岸祐介 吉田圭 | 4 - 3          | 藤岡浩介 井福晃紀 石川智也 近藤貴耶 松田大成 |

| ゼットエーオリプリスタジアム 観客数: 550人 主審: 花川雄一 |

| #20 | 2017年11月24日 13:45 |

| VONDS市原FC                                    | 0 - 0          | アミティエSC京都                             |
|                                                | 公式記録 (PDF) |                                              |
|                                                | PK戦           |                                              |
| 藤本修司 星野圭佑 秋葉信秀 峯勇斗 レナチーニョ | 4 - 5          | 篠原嗣昌 内田錬平 清水良平 高橋康平 山本大稀 |

| ゼットエーオリプリスタジアム 観客数: 1,550人 主審: 赤阪修 |

| #21 | 2017年11月25日 10:45 |

| コバルトーレ女川                                                  | 1 - 1          | VONDS市原FC                                                           |
| 池田幸樹 21分                                                     | 公式記録 (PDF) | レナチーニョ 37分                                                     |
|                                                                   | PK戦           |                                                                       |
| 黒田涼太 宮坂瑠 嶺岸祐介 木内瑛 吉田圭 小川和也 髙橋晃司 成田星矢 | 8 - 7          | 藤本修司 星野圭佑 峯勇斗 秋葉信秀 斎藤広野 棚橋雄介 下田康太 土屋智義 |

| ゼットエーオリプリスタジアム 観客数: 3,100人 主審: 酒井達矢 |

| #22 | 2015年11月25日 13:45 |

| テゲバジャーロ宮崎  | 2 - 1          | アミティエSC京都 |
| 藤岡浩介 77分, 80分 | 公式記録 (PDF) | 井ノ内拓也 43分  |

| ゼットエーオリプリスタジアム 観客数: 1,250人 主審: 若槻直輝 |

| #23 | 2017年11月26日 10:45 |

| コバルトーレ女川 | 1 - 0          | アミティエSC京都 |
| 髙橋晃司 41分    | 公式記録 (PDF) |                  |

| ゼットエーオリプリスタジアム 観客数: 935人 主審: 酒井達矢 |

| #24 | 2017年11月26日 13:30 |

| テゲバジャーロ宮崎                                                                   | 1 - 1          | VONDS市原FC                                                                    |
| 樽谷誠司 67分                                                                        | 公式記録 (PDF) | 藤本修司 88分 (PK)                                                             |
|                                                                                      | PK戦           |                                                                                |
| 森島康仁 宮田直樹 川上典洋 米田兼一郎 石井健太 石川智也 水島有斗 藤岡浩介 井原伸太郎 | 7 - 6          | 藤本修司 星野圭佑 秋葉信秀 安藝正俊 小石哲也 高柳昌賢 土屋智義 佐藤健 斎藤広野 |

| ゼットエーオリプリスタジアム 観客数: 3,750人 主審: 赤阪修 |

## 最終結果
- 優勝：コバルトーレ女川
- 2位：テゲバジャーロ宮崎
- 3位：VONDS市原FC
- 4位：アミティエSC京都

上位2チームは12月6日に行われたJFL理事会でJFLへの入会が承認された。